# Алчієв Олександр Сергійович
Олександр Сергійович Алчієв (нар. 29 липня 1981, Україна) — начальник Бериславської міської військової адміністрації Херсонської області.

## Освіта
- 1998—2003 — Національний аерокосмічний університет імені М. Є. Жуковського «ХАІ», спеціальність «Комп'ютерні системи та мережі», кваліфікація — спеціаліст.[1]
- 2009—2012 — Приватний вищий навчальний заклад «Донецький інститут соціальної освіти», спеціальність «Географія», спеціаліст.[2]
- 2017—2019 — Дніпропетровський регіональний інститут державного управління при Президентові України, спеціальність «Публічне управління та адміністрування», кваліфікація — магістр.[3]

## Кар'єра
- 2004—2008 — викладач спеціальних дисциплін у Великоновосілківському професійному ліцеї.[4]
- 2009—2010 — директор Роздольненської ЗОШ I—III ступенів.[5]
- 2010—2017 — сільський голова Роздольненської сільської ради Великоновосілківського району Донецької області.[6]
- 2017—2020 — перший заступник голови Великоновосілківської районної державної адміністрації.[7]
- 2020—2021 — начальник управління пенсійного забезпечення військовослужбовців та деяких інших категорій громадян у Головному управлінні Пенсійного фонду України в Донецькій області.[8]
- 2021—2022 — заступник директора з навчально-виробничої роботи Краматорського вищого професійного металургійного училища.[9]
- 2022—2023 — перший заступник голови Бериславської районної державної адміністрації Херсонської області.
- з жовтня 2023 року — начальник Бериславської міської військової адміністрації[10].

## Основні здобутки
- У період роботи сільським головою значно збільшено дохідну частину бюджету, реалізовано низку інфраструктурних та соціальних проєктів.[11]
- Як перший заступник голови РДА координував залучення фінансування з ДФРР на модернізацію соціальних об'єктів, впроваджував проєкти у співпраці з ПРООН.
- У Бериславській громаді здійснює управління в умовах дії правового режиму воєнного стану, координує роботу виконавчих органів, комунальних підприємств, реалізує політику відновлення громад.